# Bassaniana floridana
Bassaniana floridana är en spindelart som först beskrevs av Banks 1896.  Bassaniana floridana ingår i släktet Bassaniana och familjen krabbspindlar. Inga underarter finns listade.